# Betta smaragdina
Betta smaragdina är en fiskart som beskrevs av Ladiges 1972. Betta smaragdina ingår i släktet Betta och familjen Osphronemidae. IUCN kategoriserar arten globalt som otillräckligt studerad. Inga underarter finns listade.

## Bildgalleri

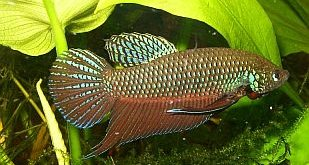